# 田中正造記念館

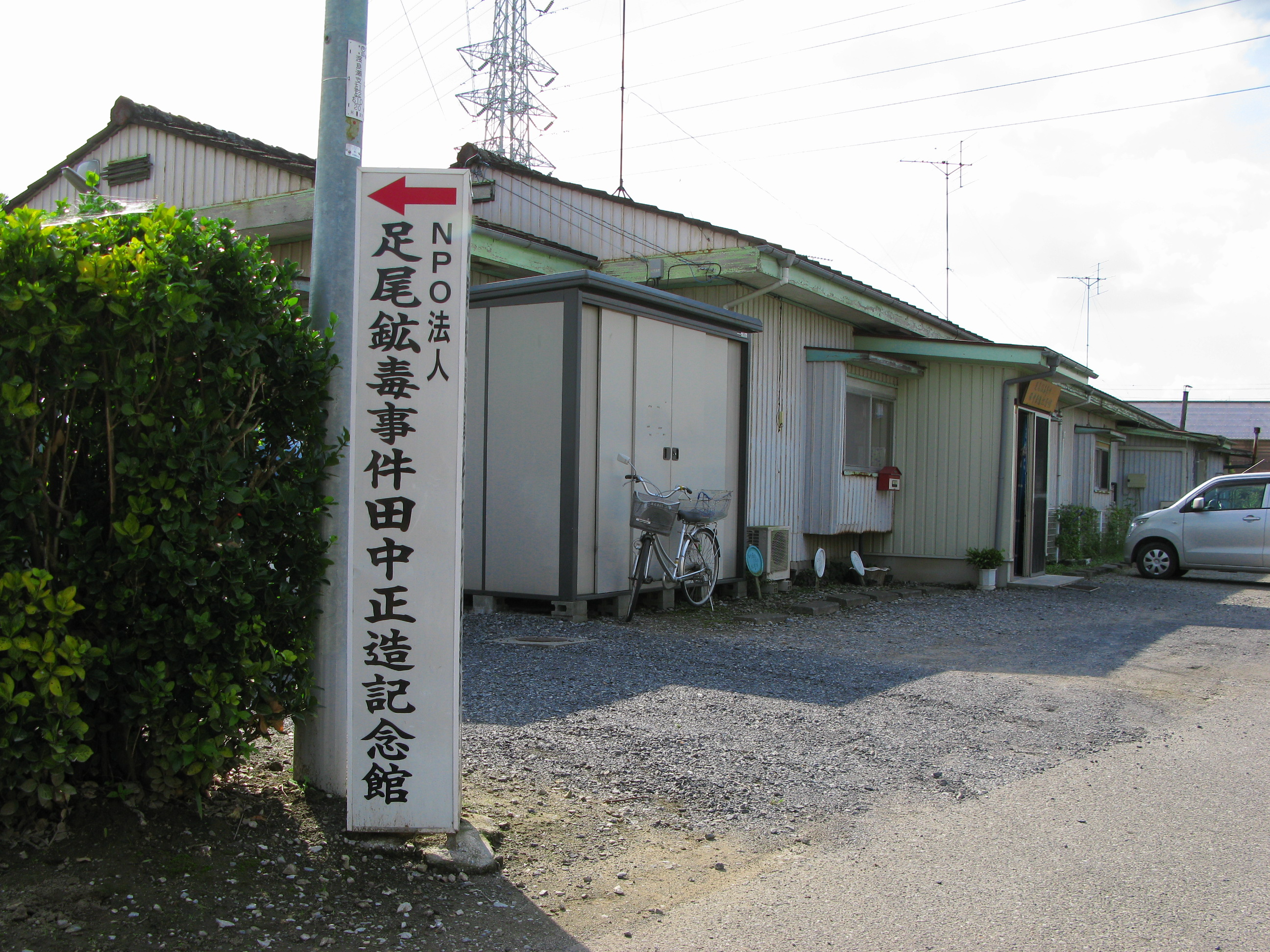
移転前の足尾鉱毒事件田中正造記念館

田中正造記念館（たなかしょうぞうきねんかん）は、群馬県館林市大手町にある、田中正造を顕彰し、足尾鉱毒事件に関する資料を集めた記念館である。正式名は「足尾鉱毒事件田中正造記念館」。

## 概要
NPO法人「足尾鉱毒事件田中正造記念館」が管理運営している。
当時の写真や資料によって足尾鉱毒事件や田中正造について学ぶことができる。また今まで出版された関係図書が整備されている。

## 沿革
1998年「記念館建設促進会」が結成され、署名運動や館林市当局への働きかけが続けられたのち、館林市足次町の旧渡瀬保育園の空き室を改装して2006年10月1日に開館した。40平方メートルの小さい施設であった。
しかし、手狭になったため2013年11月4日に現在地に移転した。同市中心部の「歴史の小径」地区の一角で、面積は約4倍となった。

## 展示
- 書籍・資料コーナー
  - 絶版となった参考図書、足尾鉱毒事件の予審調書等約500点。3分の1程度を随時入れ替え
  - 野口春蔵にあてた直筆の書簡
  - 田中正造かるた
- パネルコーナー
  - 写真8枚
- ビデオコーナー
  - 独自に製作した教材ビデオ「足尾鉱毒事件は、いま」
  - 紙芝居

## 案内
- 所在地　374-0023  群馬県館林市大手町6－50

東武伊勢崎線館林駅から徒歩約15分
- 開館日時　毎週火・木・土・日、午前10時から午後4時まで開館（入場無料。学芸員や会員が解説）